# Ouwegem
Ouwegem, parfois orthographié en français Auwegem ou Auweghem, est une section de la commune belge de Kruisem située en Région flamande dans la province de Flandre-Orientale. C'était une commune à part entière avant la fusion des communes de 1977 quand elle devient une section de Zingem puis de Kruisem à partir de 2019.

## Toponymie
Aldingaheim (830), Aldengem (1019-30), Oudengem (1123), Oudenghem (± 1185)

## Démographie

### Évolution démographique
- Sources : INS, Rem. : 1831 jusqu'en 1970 = recensements, 1976 = nombre d'habitants au 31 décembre[2].